# 1978 في إيران
فيما يلي قوائم الأحداث التي وقعت خلال عام 1978 في إيران.

## أحداث
- 16 سبتمبر – زلزال طبس
- 1 يناير – الثورة الإسلامية الإيرانية

## مواليد

### فبراير
- 5 فبراير – أمير وزيري لاعب كرة قدم إيراني.

### مارس
- 21 مارس – علي رضا فغاني حكم كرة قدم إيراني.

### أبريل
- 9 أبريل – كامرون كارتيو

### مايو
- 6 مايو – أفشين ملحن إيراني.
- 12 مايو – حسين رضا زاده ربّاع إيراني.

### يونيو
- 21 يونيو – مهدي رجب زاده لاعب كرة قدم إيراني.

### يوليو
- 6 يوليو – حسن رودباريان لاعب كرة قدم إيراني.

### سبتمبر
- 16 سبتمبر – إبراهيم ميرزابور لاعب كرة قدم إيراني.
- 19 سبتمبر – رامين كريملو
- 22 سبتمبر – رسول خطيبي لاعب كرة قدم إيراني.
- 24 سبتمبر – محمد معتمدي مغني.

### نوفمبر
- 8 نوفمبر – علي كريمي لاعب كرة قدم إيراني.

### ديسمبر
- 1 ديسمبر – حامد كافيانبور لاعب كرة قدم إيراني.

## وفيات

### يناير
- 1 يناير – بديع الزمان الكردستاني (مواليد 1905) أديب إيراني.